# 伊曼纽尔·列维纳斯广场

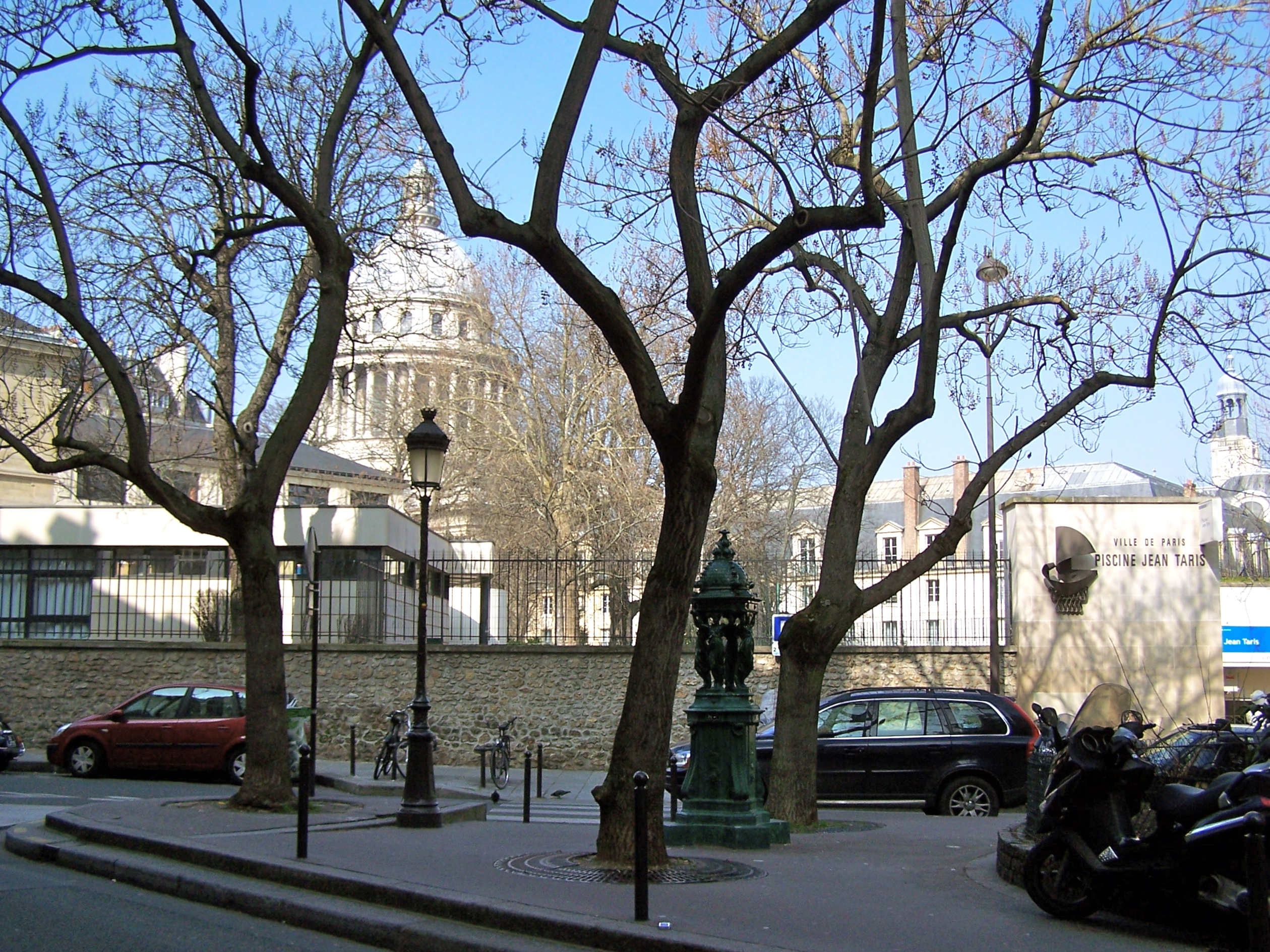

伊曼纽尔·列维纳斯广场 （Place Emmanuel-Levinas）是巴黎第五区的一个三角形广场。Rue de l'Estrapade、Rue Laromiguière、Rue Thouin、Rue Tournefort、Rue Blainville交汇于此。

## 交通
广场附近的地铁站是勒莫万枢机站和蒙日广场站（7号线）。

## 名称
广场得名于法国哲学家伊曼纽尔·列维纳斯 (1906-1995)。2006年12月20日，由第五区区长让·迪贝利及莱恩·科恩-索拉尔代表巴黎市长贝特朗·德拉诺埃揭牌。

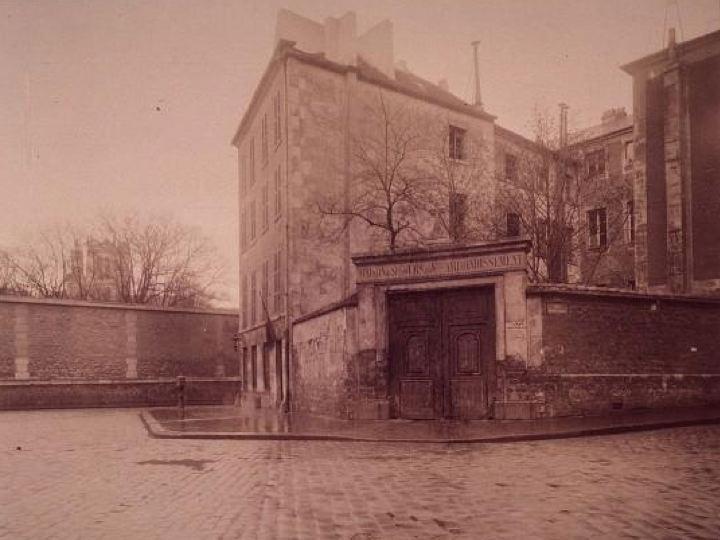

## 建筑
- Jean-Taris
- fontaine Wallace